# ملكة جمال الدولية 2007
ملكة جمال الدولية 2007، هي نسخة مسابقة ملكة جمال الدولية السابعة والأربعون في تاريخ مسابقة ملكة جمال الدولية منذ انطلاقتها عام 1960، عقدت في 15 أكتوبر 2007 في برج الأمير بارك في طوكيو، اليابان. تنافست في هذه المسابقة 61 متسابقة من جميع أنحاء العالم على التاج. في نهاية الحدث توجت بريسيلا بيراليس من المكسيك لتكون ملكة جمال الدولية الجديدة من قبل ملكة جمال الدولية السابقة لعام 2006 ، دانيلا دي جاكومو ، من فنزويلا .

## النتائج

### المراكز النهائية
| النتائج النهائية       | المتنافسة |
| ---------------------- | --- |
| ملكة جمال الدولية 2007 | - المكسيك - بريسيلا بيراليس |
| الوصيفة الأولى         | - اليونان - ديسبوينا فلباكي |
| الوصيفة الثانية        | - بيلاروس - يوليا سينزييفا |
| أفضل 15                | - تشيلي - ماري آن سالاس - جمهورية التشيك - فيرونيكا بومبوفا - هونغ كونغ - غريس وونغ - أندونيسيا - رحمة لاندي - اليابان - هيساكو شيراتا - كوريا - بارك جا وون - بورتوريكو - هايديل ريفيرا - روسيا - الكسندرا مازور - أسبانيا - نيريا آرس - سريلانكا - أروني راجاباكشا - تركيا - أسلي تيميل - فنزويلا - فانيسا بريتي |

## الروابط الخارجية
- موقع ملكة جمال الدولية الرسمي